# 四日市港

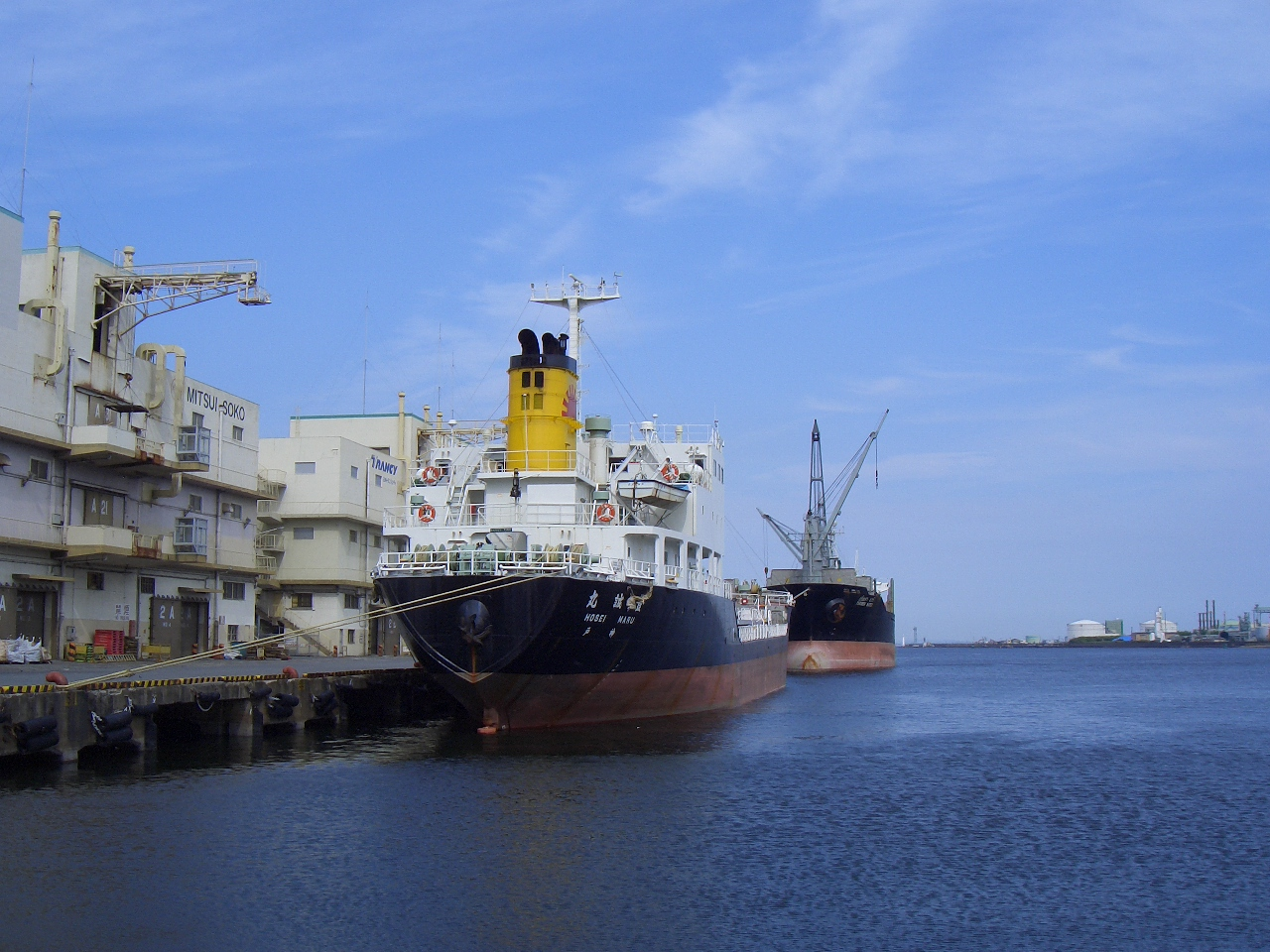
四日市地区第二埠頭南側岸壁

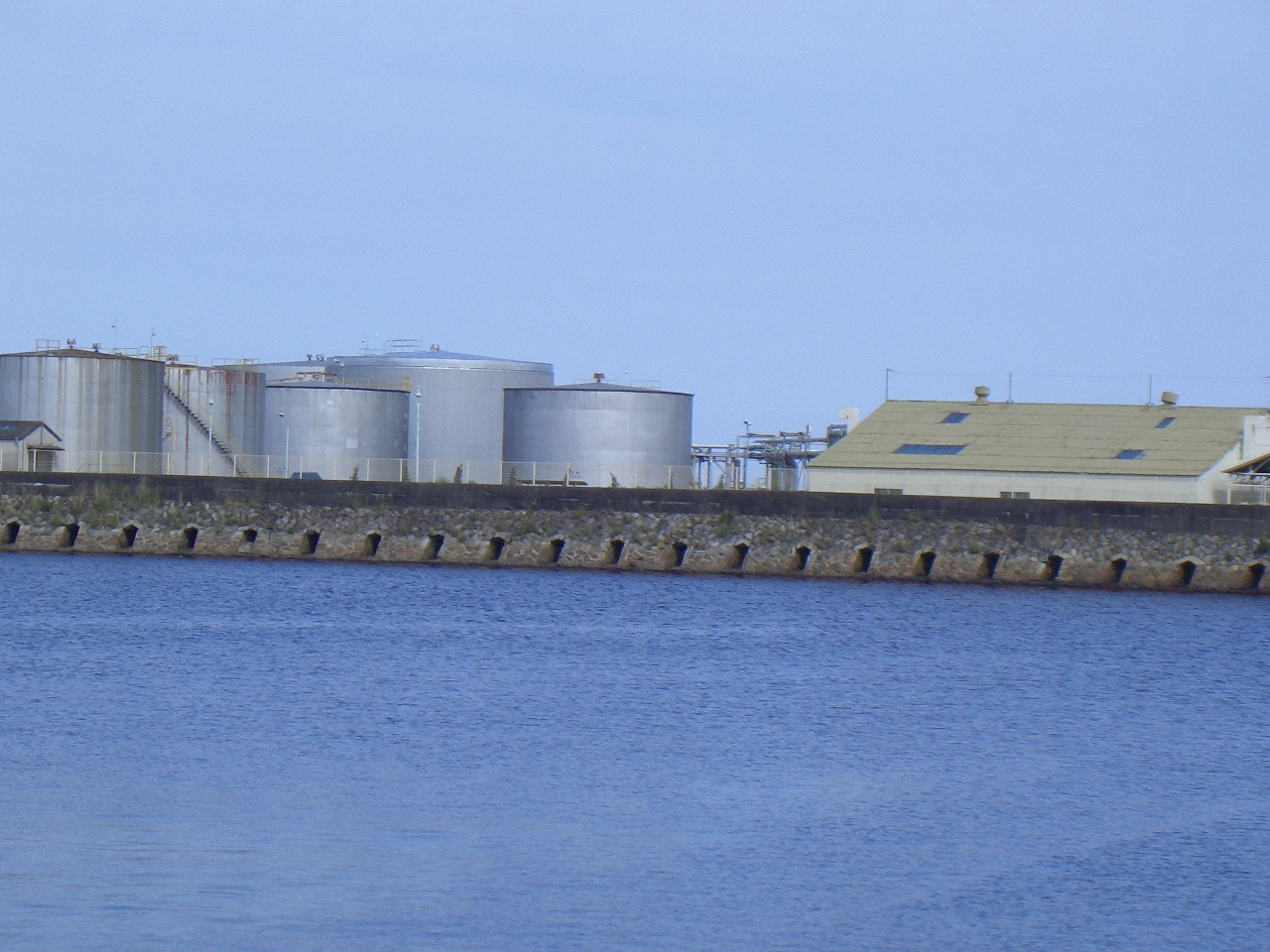
四日市港潮吹き堤防（遠景）

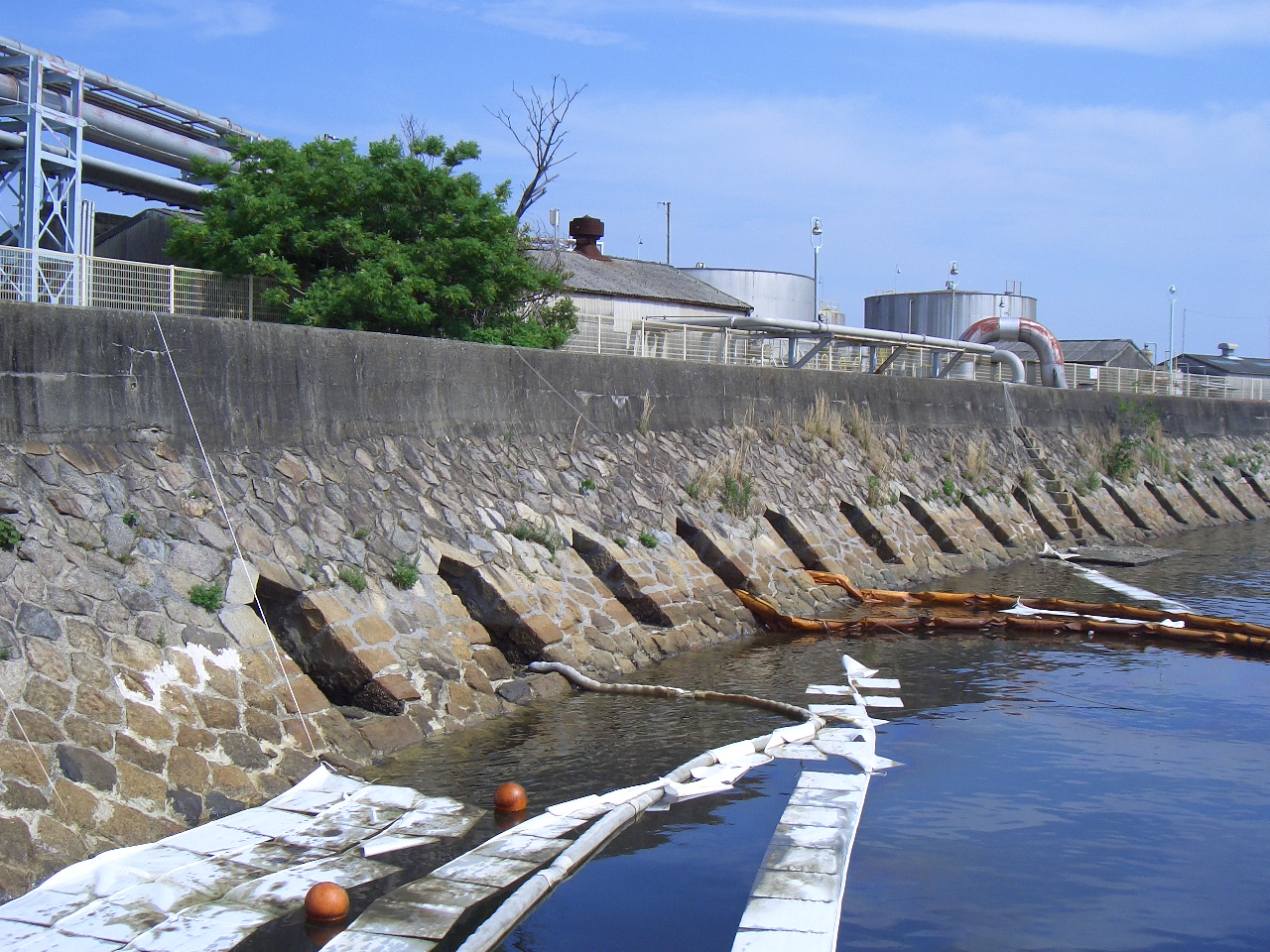
四日市港潮吹き堤防（近景）

四日市港（よっかいちこう）は、三重県四日市市と三重郡川越町にまたがる港湾である。港湾管理者は三重県、四日市市が設立する特別地方公共団体（一部事務組合）の四日市港管理組合。貨物取扱量は日本国内13位（2024年（令和6年））。
港湾法上の国際拠点港湾（旧・特定重要港湾）、港則法上の特定港、関税法上の開港、出入国管理及び難民認定法上の出入国港、政令上のスーパー中枢港湾に指定されている。

## 概要
伊勢湾北西部に位置する。四日市コンビナートが隣接するなど工業港としての性格が強い。近年の工場夜景ブームにおいては川崎港と並びその景観に人気のある臨海工業エリアであり、観光資源にもなりつつある。

## 歴史
室町時代の1473年（文明5年）の伊勢神宮の記録に「四ケ市庭浦」という記述があることから、当時から当地には港があったとされる。
江戸時代初期の港は現在のJR四日市駅の北側にあり、宮宿から「十里の渡し」で結ばれた当港は、幕府領地になって東海道の43番目の宿場町として繁栄した四日市の水陸交通の要衝としての発展を支えた。
しかし、1854年（嘉永6年）の大地震で水深が浅くなって満潮時しか船が入港できなくなり、港の機能が低下したことから、1873年（明治6年）から廻船問屋の稲葉三右衛門が私財を投げ打って11年に及ぶ大規模な改修工事を行うことで近代港湾として発展する基礎を築いた。
1870年（明治3年）には東京港までの定期貨客船が就航。
その後、ヨハニス・デ・レーケの設計による「潮吹き堤防」（重要文化財）が整備された。なお、潮吹き堤防の設計者については懐疑的な見解もある。
1899年（明治32年）に「開港場」に指定されて正式に国際貿易港となり、当初は食料品、肥料などの、後に綿花の輸入港として栄えた。
1936年（昭和11年）に四日市港の港湾施設完成の記念事業として、「国産振興四日市大博覧会」が開催され、50日の会期中に約124万人を集客した。戦後は綿花に代わり羊毛の取扱が増えたが、程なく原油輸入が伸び、1950年代に日本初の本格的石油化学コンビナートが立地すると、典型的な工業港となった。
なお、四日市港は1968年（昭和43年）、シドニー港と姉妹港提携を結んでいる。これは当時四日市港が世界最大の羊毛輸入港であった一方、シドニー港が世界最大の羊毛輸出港であった縁による。霞ヶ浦地区には、大阪万博のオーストラリア記念館が移築された（2014年（平成26年）に解体）。

## データ

### 総取扱貨物量
- 総取扱貨物量（2004年（平成16年））
  - 内国貿易：2074万t
  - 国際貿易：4156万t
- 総取扱貨物量（2004年（平成16年））
  - 内航船：1340万総t
  - 外航船：4710万総t

### 輸出品目
- 自動車：ホンダ製の乗用車等
- 建設機械：日立建機ティエラ製の小型油圧ショベル

### 輸入品目
- 羊毛：オーストラリアから
- ボーキサイト：オーストラリアから
- 石油・天然ガス

## 施設

### 四日市地区（千歳地区）
- 第一埠頭 - 大型船係留施設。自動車専用船など
- 第二埠頭 - 大型船係留施設および穀物専用サイロ
- 第三埠頭 - 大型船係留施設および穀物専用荷役機械
- 旧港 - 潮吹き堤防、プロムナード
- 第二コンビナート

### 霞ヶ浦地区
- 浜園旅客ターミナル - かつて、中部国際空港・名古屋港への旅客船が就航していたが、2008年10月5日航路廃止となった。
- 四日市港ポートビル
- 霞ヶ浦南埠頭 - 四日市コンテナターミナル、第26コンテナターミナル、各種大型クレーン、石炭貯炭施設。
- 霞ヶ浦北埠頭 - 現在も拡張中。
- LNG・LPG受入桟橋
- 第三コンビナート

### 塩浜地区・石原地区
- 石炭埠頭
- 第一コンビナート、石原産業

### 川越地区
- LNG受入桟橋
- 漁港
- 中部電力川越火力発電所

### シーバース
- インナーシーバース
- アウターシーバース
- コスモシーバース

## 観光
- 四日市港ポートビル - 開港100周年を記念して[6]1999年（平成11年）8月5日に開館[7]。地上100m[6]。
- 四日市ドーム - 四日市市市制施行100周年を記念して1997年に完成。
- 四日市市営霞ヶ浦第一野球場
- 四日市市営霞ヶ浦第二野球場
- オーストラリア記念館
- 遊覧船いなば
- 港まつり